# راجر ای. اولسون
راجر ای. اولسون (انگلیسی: Roger E. Olson; ۲ فوریهٔ ۱۹۵۲ – ) متخصص الهیات، و استاد دانشگاه اهل ایالات متحده آمریکا بود.